# Suddenly ~Meguriaete~
Pour les articles homonymes, voir Suddenly.
Singles de Nana Mizuki
Power Gate
(2002) New Sensation
(2003)
Suddenly ~Meguriaete~ est le 6e Single de la chanteuse et seiyū japonaise Nana Mizuki sorti le 25 septembre 2002 sous le label King Records. Il arrive 20e à l'Oricon et reste classé 3 semaines pour un total de 13 780 exemplaires vendus.
Les deux chansons se trouvent sur l'album Magic Attraction. Suddenly ~Meguriaete~ se trouve aussi sur la compilation The Museum.

## Liste des titres
| 1. | Suddenly ~Meguriaete~ (Suddenly 〜巡り合えて〜 lit. Soudainement ~Nous nous rencontrons~) | 4:32 |
| 2. | Brilliant Star (lit. Brillante étoile)                                                    | 5:06 |
| 3. | Suddenly ~Meguriaete~ (version instrumentale) (Suddenly 〜巡り合えて〜)                   | 4:32 |
| 4. | Brilliant Star (version instrumentale)                                                    | 5:05 |

Auteurs : La première chanson est composée entièrement par Toshiro Yabuki. Les paroles et la musique de la face-B sont composées par Chiyomaru Chikura, tandis que les arrangements sont faits par Toshimichi Isoe.